# Гомеричний сміх

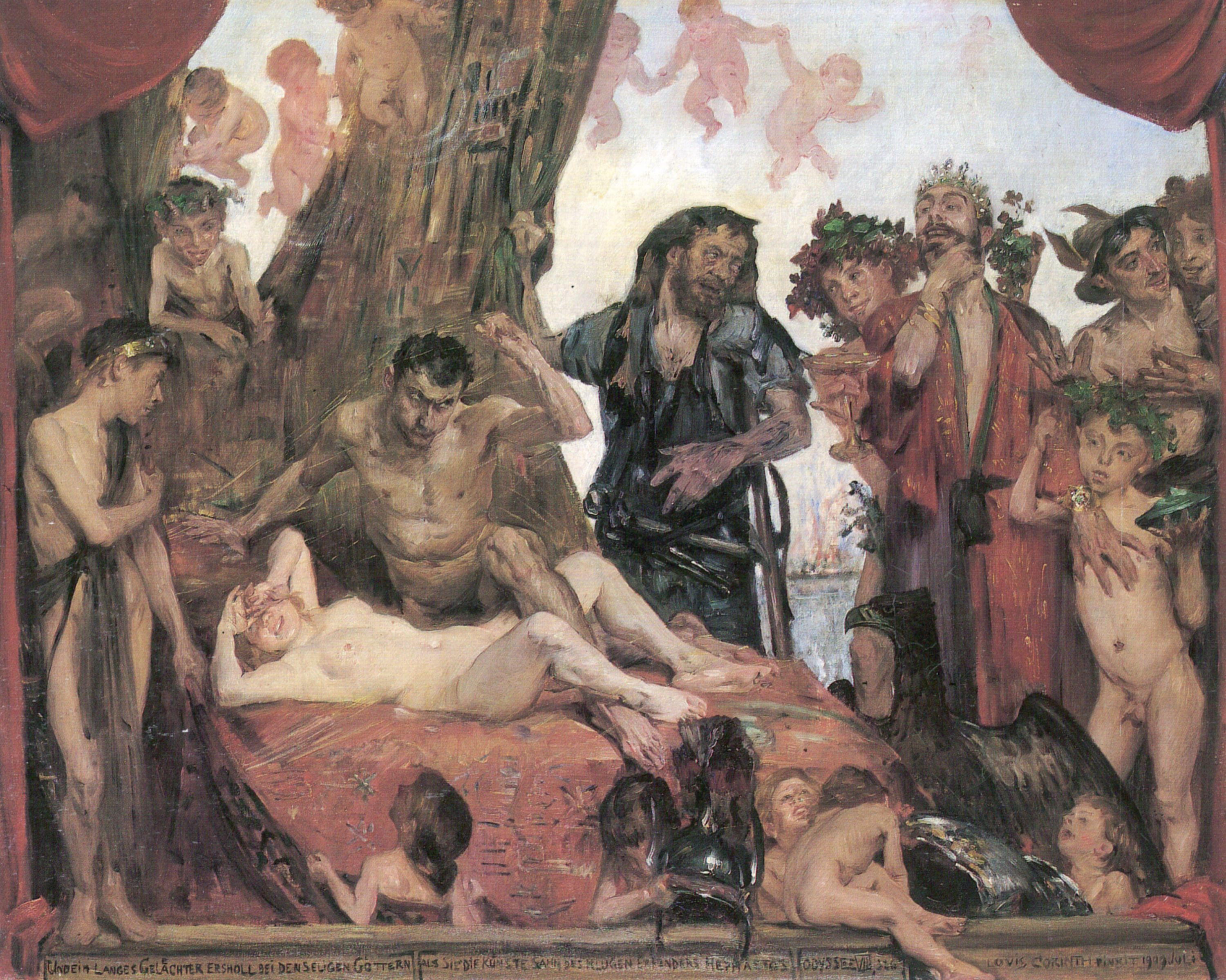
Ловіс Корінт «Гомеричний сміх» (1909)

Гомеричний сміх (грец. ἄσβεστος γέλος) — нестримний, гучний регіт. Назва походить від імені Гомера, який в «Іліаді» (І, 599) та «Одіссеї» (VIII, 236) описав сміх богів...
У сучасній мові слово «гомеричний» є синонімом слів «нестримний», «голосний», «багатий», «пишний» тощо.